# Rhodesiella albicapilla
Rhodesiella albicapilla är en tvåvingeart som först beskrevs av de Meijere 1924.  Rhodesiella albicapilla ingår i släktet Rhodesiella och familjen fritflugor. Inga underarter finns listade i Catalogue of Life.